# ماربورغ
ماربورغ (بالألمانية: Marburg) مدينة ألمانية في ولاية هسن تقع في الوسط الغربي من ألمانيا ويبلغ عدد سكانه 80.000 عام 2006 وتبلغ مساحتة 124.5 كم مربع.

## الأقتصاد
الجامعة هي أكبر مؤسسة من حيث توفير فرص العمل وأهم قطاع اقتصادي في المنطقة. سواء إن تعلق الأمر بمجالات العمل الإنتاجية أو بقطاع الأدوية ـ كل شيء في ماربورغ يأتي بالمرتبة الثانية بعد الجامعة. يتم هنا ربط الأبحاث الجامعية بالاقتصاد في المنطقة عن طريق مراكز تأسيس الكيان الاقتصادي الذاتي وما يسمى «بمبادرات الانطلاق». وقد بدئ في تخطيط مركز للمؤسسين للعلوم البيولوجية والطبيعية.

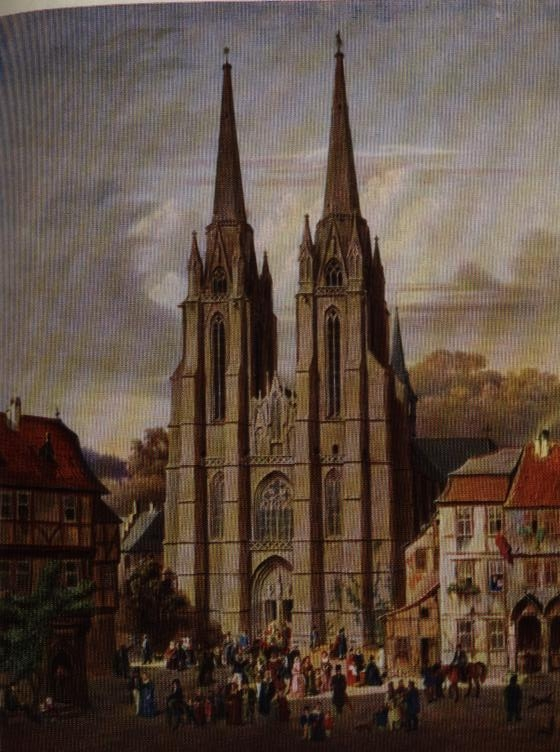
كنيسة اليزابيت

## مدينة القديسة إليزابيث ومعالمها الأسطورية الساحرة
ماربورغ هي بمثابة مهد ولاية هـِسـِّن جعلت صوفي فون برابانت في القرن الثالث عشر من البلدة الواقعة على نهر لان مقرا لنبلاء الأرياف في ولاية هـِسـِّن. كما كان لسكان ماربورغ من قبل علاقة وطيدة بأم صوفي أيضا اليزابيث فون تورنغن التي أصبحت فيما بعد قديسة نظرا لأعمالها الخيرية في المدينة. كانت مدينة ماربورغ مقر المجمع الديني الألماني. وهنا أجرى كل من لوثر وتسفينغلي مجادلتهما حول معنى العشاء الرباني المسيحي الذي يسمى «حديث ماربورغ الديني». كذلك تلقت حقبة الأدب الرومانسي في ماربورغ بواعثها الأساسية. وقد جمع مؤرخ القانون فريدريش كارل فون سافيغني في مطلع القرن التاسع عشر حوله أدباء مثل كليمنس فون برينتانو، بيتينا وآخيم فون آرنم والأخوين غريم. وهنا انبثقت فكرة جمع الأغاني الشعبية والحكايات الأسطورية الألمانية. فلا عجب إذن في أن رسومات الحكايات الأسطورية الألمانية تذكر بمدينة ماربورغ.
احتفظت المدينة بهذه الصبغة الأسطورية. فماربورغ مدينة جميلة حالمة، وهي لا ترتبط حتى بمنفذ واحد إلى الطريق السريع. ومن المشكوك فيه أن يكون سكان ماربورغ مفتقدين لهذا، فهم يحبون هدوء التلال الواقعة على يمين ويسار وادي لان.

## التعليم والثقافة

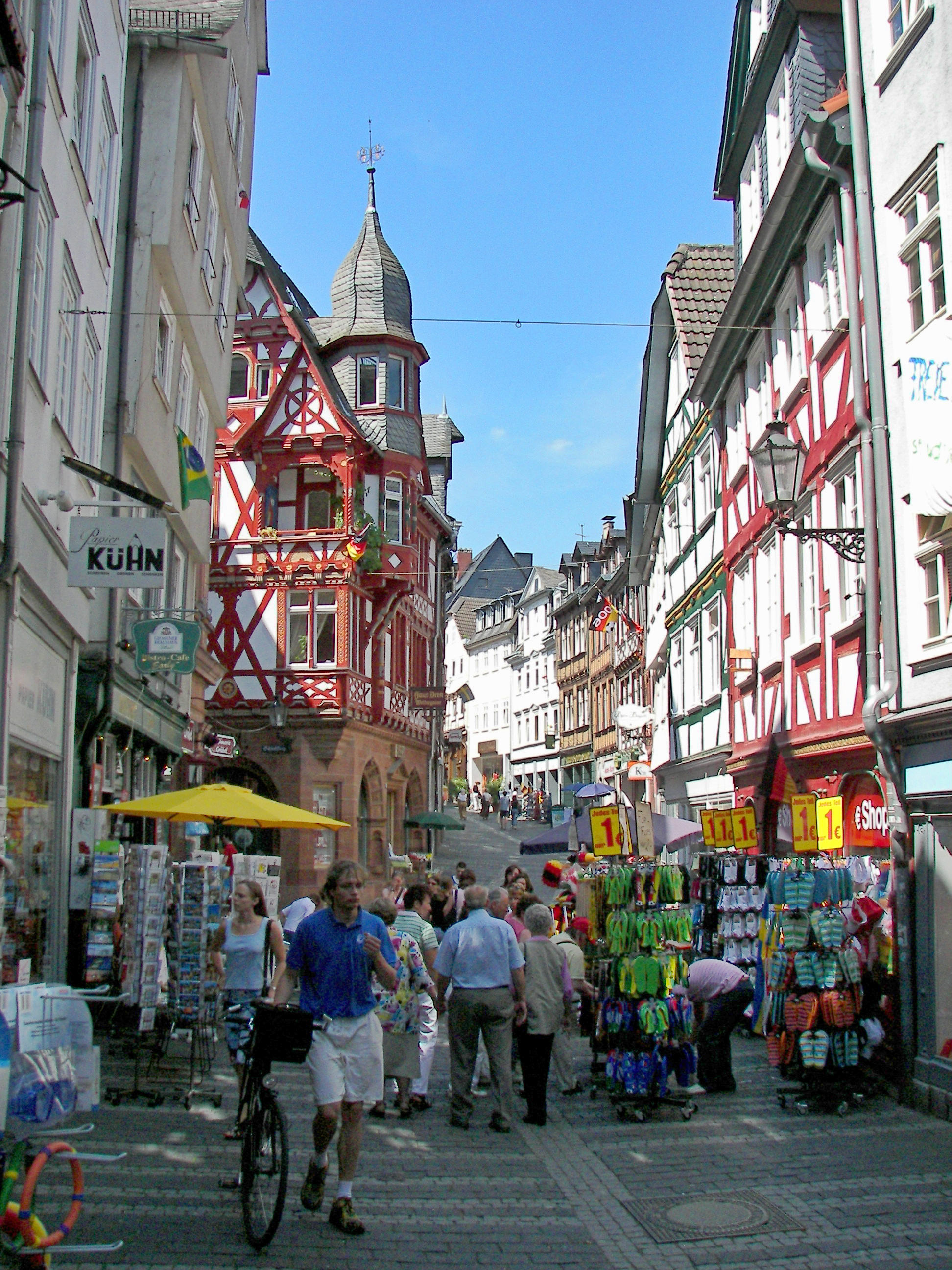
ماربورغ، فيتيرجاسي

ماربورغ محبوبة لدى الشعراء والمفكرين ومنهم كثيرين مكث فيها أيضا. جامعة ماربورغ هي أول جامعة بروتستانتية في ألمانيا. قامت الجامعة التي أسسها الكونت فيليب الملقب بالطيّب عام 1527 بإخراج تسعة علماء حاملين لجائزة نوبل. كان إميل فون بيرينغ واحدا منهم، وكان قد اكتشف المعالجة بالمصل وهو أول حائز على جائزة نوبل للطب. وتصل الأخوين غريم صلة وثيقة بالحقبة الأدبية المسماة «الرومانسية في ماربورغ». حكاياتهما الخرافية للأطفال والخرافات المنزلية يعرفها كل طفل ألماني. وهنالك جائزتان علميتان سميتا نسبة إلى إميل فون بيرينغ والأخوين غريم تمنحان من قبل جامعة فيليبس.
طلبة من مختلف أنحاء العالم
ثلث الطلبة هنا فقط قادم من منطقة هـِسـِّن الوسطى. في ماربورغ شبيبة من مختلف أنحاء ألمانيا ومن 80 دولة أخرى. ومما يسهم في ذلك هي أهمية بعض الفروع الدراسية أيضا. فتقدم العلوم الأدبية والعلوم اللغوية نطاقا واسعا من الفروع وتركيبات الفروع. بمقدور الطلبة من أفريقيا وأمريكا اللاتينية وشرق أوروبا وآسيا في كلية Fachbereich العلوم الاقتصادية دراسة موضوع «الاقتصاد التعاوني» الذي يختتم بالحصول على شهادة الماجستير Master. يتم إعداد الطلبة هنا خصيصا من أجل العمل في بلادهم كقوى تعليمية وإدارية.
قوة الجامعة Uni الحقوق، الطب، علم النفس
ينتمي الطب إلى جانب علوم القانون وعلم اللاهوت إلى الفروع التي تتضمنها جامعة فيليبس منذ تأسيسها. ويعد مستشفى الجامعة اليوم من أحدث وأفضل بنايات المستشفيات في ألمانيا. وبما أن المستشفي الواقع في جبال لان هو المستشفى الوحيد في دائرة ماربورغ، فإن بإمكان الطلبة أن يجمعوا هناك التجارب في مجال كل من الطب العام والطب المتخصص.
كما أن كلية علم النفس تشكل ميزة أخرى للجامعة، فعلم النفس في ماربورغ يعتبر فرعا من فروع العلوم الطبيعية. تعرض الكليات الإحدى والعشرين بالإضافة إلى قسم «مركز اليابان» أكثر من 60 فرعا دراسيا على وجه الإجمال. الدراسة في ماربورغ تعني أن يكون الطالب في حركة دائمة، فالمعاهد المختلفة موزعة على كل المدينة.
وإلى جانب ذلك فإن الجامعة القديمة التي تعود إلى العام 1878 تعد من أكثر الأبنية في ماربورغ التاريخية عراقة، وفيها يدرس اليوم طلبة علم اللاهوت. أما جامعة فيليبس فهي على عكس ذلك تماما، فهي بالأحرى تناقض عملي مع المدينة. والمستشفى التابع للجامعة في جبال لان مصمم أيضا بشكل عملي. ويعتبر من أكبر بنايات المستشفيات في ألمانيا.
توجيه للطلاب الأجانب
تشكل نسبة الطلبة الأجانب في ماربورغ عشرة بالمائة تقريبا من مجموع الطلبة الكلي الذي يتراوح 18000 طالب تقريبا. يقدم المكتب الأكاديمي للشؤون الخارجية للطلبة الأجانب دورات توجيهية قبل بدء المحاضرات بأسبوعين. وتتم إلى جانب دروس اللغة الألمانية رعاية القادمين الجدد من قبل طلبة أجانب وألمان بشكل فردي. كما وتمنح مدة زمنية مقدارها 18 شهرا من أجل اجتياز امتحان اللغة، إذا لم يكن الطالب يتمتع بمعلومات مسبقة كافية في اللغة الألمانية.